# Makrozoobentos

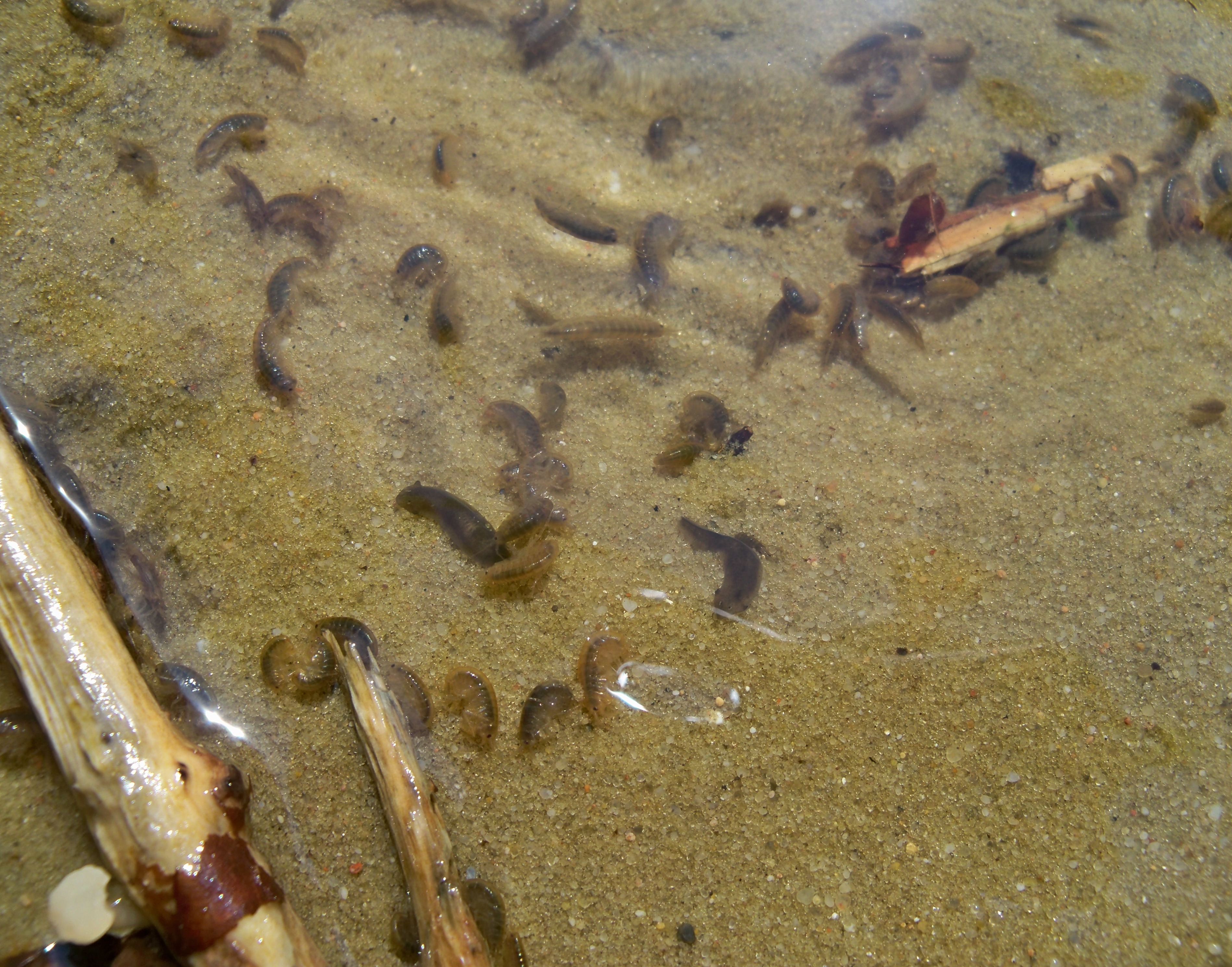
Kiełże i wypławki – przedstawiciele makrozoobentosu

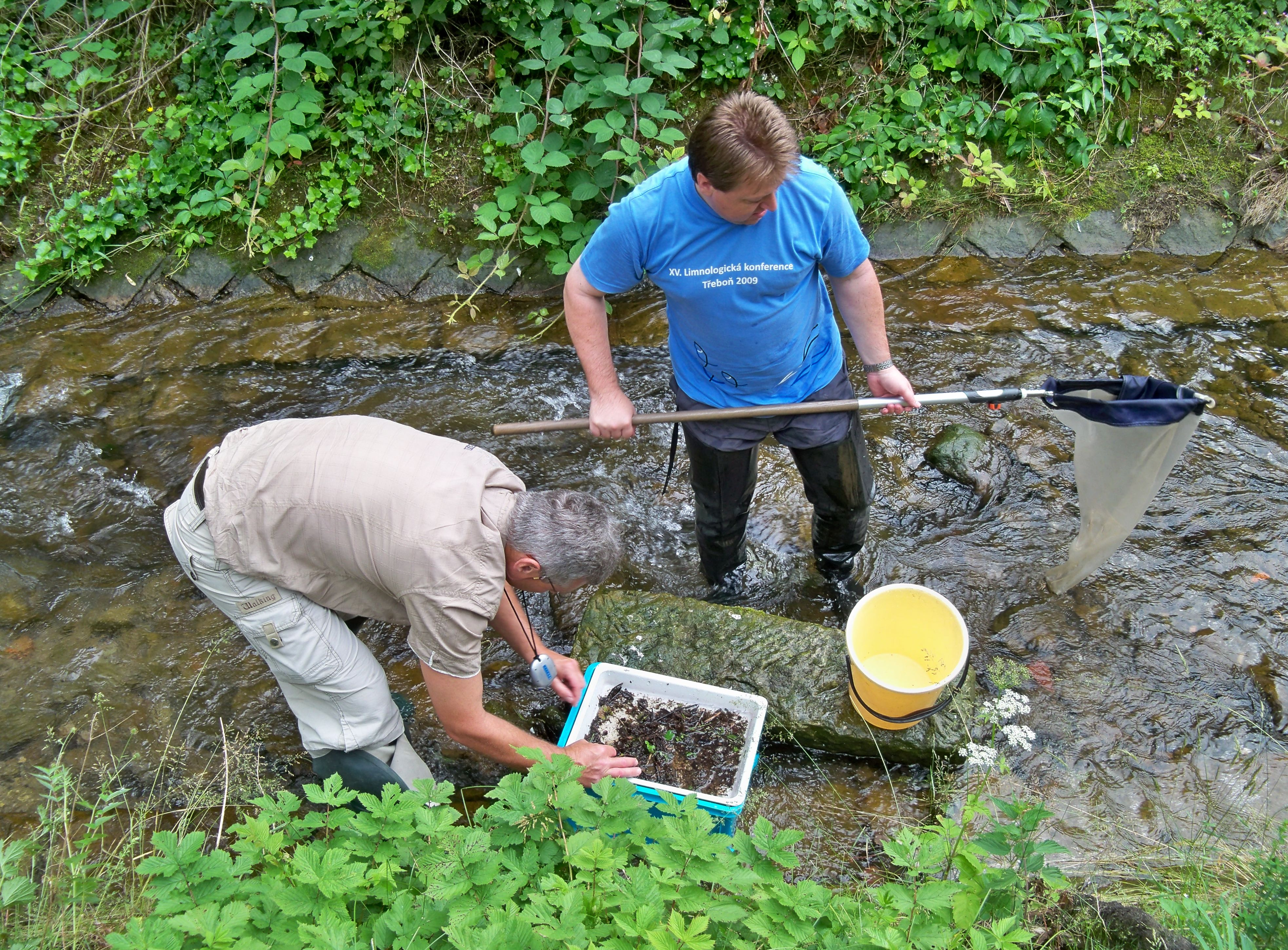
Pobór organizmów zoobentosowych siatką hydrobiologiczną i ich wybieranie z kuwety

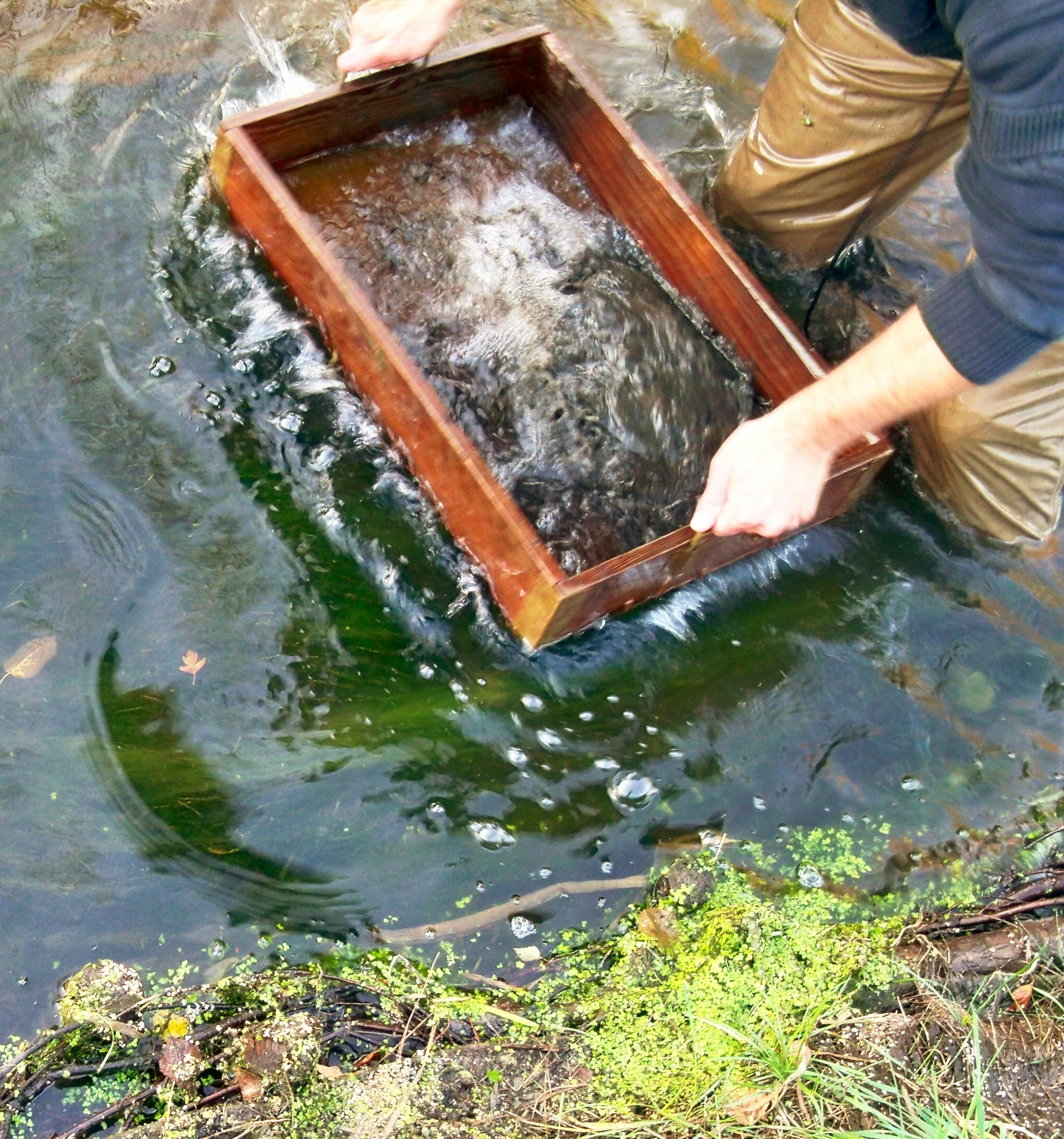
Przesiewanie próby pobranej z dna cieku w celu oddzielenia makrobezkręgowców

Makrozoobentos, makrofauna bentosowa – zgrupowanie makrobezkręgowców bentosowych, a więc zwierząt zaliczanych do bentosu o stosunkowo dużych rozmiarach. Często w jego określeniu pomija się człon podkreślający aspekt zwierzęcy i jako synonimu używa nazwy makrobentos, choć formalnie termin makrobentos odnosi się także do roślin, obejmując też makroflorę. 
Samo określenie rozmiarów definiujących, czyli minimalnych, nie jest jednoznacznie ustalone i dotyczy nie tyle samych zwierząt, ile oczek siatki hydrobiologicznej lub sita służących do ich poboru z siedliska. Według różnych badaczy może to być rozmiar od 0,3 mm × 0,3 mm do 1 mm × 1 mm. Często są to wymiary 0,5 mm × 0,5 mm. Pod uwagę może też być brany jedynie krótszy z wymiarów. Bezkręgowce bentosowe o mniejszych rozmiarach określa się jako mejobentos.
Do makrozoobentosu zalicza się przede wszystkim zwierzęta związane z różnego rodzaju podłożami podwodnymi – żyjące w osadach dennych, na kamieniach, na powierzchni roślin lub w ich wnętrzu (minujące). Jednak oprócz gatunków ściśle zoobentosowych, zalicza się do niego zwierzęta także pływające swobodnie lub biernie lub zamieszkujące powierzchnię wody, czyli z innych grup wyróżnianych w bardziej dokładnej klasyfikacji. Ponieważ to bardziej nektoniczny tryb życia, określa się je jako nektonobentos lub nektobentos.
W Europie do słodkowodnych makrobezkręgowców bentosowych są zaliczani przedstawiciele następujących taksonów:
- gąbki
- stułbiopławy
- wirki
- nitnikowce
- ślimaki
- małże
- wieloszczety
- skąposzczety
- pijawki
- bezpancerzowce
- przekopnice
- muszloraczki
- tarczenice
- wąsonogi
- lasonogi
- równonogi
- obunogi
- dziesięcionogi
- pajęczaki
- jętki
- ważki
- widelnice
- pluskwiaki różnoskrzydłe
- wielkoskrzydłe
- siatkoskrzydłe
- motyle
- chruściki
- chrząszcze
- muchówki
- mszywioły.

W wodach morskich do częściej występujących grup makrofauny należą:
- wieloszczety
- obunogi
- pośródki
- dziesięcionogi
- równonogi
- lasonogi
- cienkopancerzowce
- kleszczugi
- wąsonogi
- kikutnice
- bezczaszkowce
- koralowce
- szkarłupnie
- małże
- ślimaki
- chitony
- wstężnice.

## Bioindykacja
Makrobezkręgowce bentosowe powszechnie są wykorzystywane do tworzenia biotycznych wskaźników jakości wód, gdyż w ciekach, zwłaszcza mniejszych, są jedną z dominujących grup organizmów i są stosunkowo łatwe do rozpoznania. Przy tym mają znaną tolerancję ekologiczną, więc można wyznaczyć ich wartość wskaźnikową. W pewnym uproszczeniu można przypisać taką wartość nie tylko konkretnym gatunkom wskaźnikowym, ale większym grupom, których oznaczenie wymaga mniej dogłębnej wiedzy taksonomicznej. Przykładowo, zwykle larwy widelnic czy jętek występują w wodach mało zanieczyszczonych, a larwy Chironomus czy rureczniki znoszą większe zanieczyszczenie.
Jednym z najwcześniej stosowanych indeksów biotycznych opartych o skład makrozoobentosu był Indeks Biotyczny Rzeki Trent, na którego podstawie rozwinięto kolejne indeksy dostosowane do innych ekoregionów. Nieco inna grupa wskaźników uwzględnia nie tylko skład zoobentosu, ale również liczebność przedstawicieli poszczególnych grup. Podstawowym jej indeksem jest Sumaryczny Wskaźnik Jakości Wody (BMWP), również adaptowany do regionalnych warunków. Bardziej złożone indeksy są metriksami wielometrycznymi, czyli są wypadkową (np. średnią ważoną) indeksów składowych. Tworzące je indeksy składowe to indeksy ogólne takie jak BMWP lub szczegółowe odwołujące się do występowania konkretnych taksonów lub funkcjonalnych grup troficznych. Jednym ze wskaźników wielometrycznych jest Polski Wielometryczny Wskaźnik Stanu Ekologicznego Rzek (MMI_PL).
Z tego względu stan biocenozy bezkręgowców bentosowych jest jednym z biologicznych elementów klasyfikacji stanu ekologicznego wód wskazanych w ramowej dyrektywie wodnej. Ocenie podlega zarówno ich skład, jak i liczebność. Wskaźniki mające to ocenić powinny uwzględniać następujące parametry jako odchylenie od warunków referencyjnych: skład i liczebność makrofauny (obecność konkretnych gatunków lub ich grup oraz liczebność ogólna lub poszczególnych taksonów), stosunek ilościowy taksonów typowych dla wód zdegradowanych do taksonów typowych dla wód naturalnych oraz poziom różnorodności biologicznej (całkowitej lub wewnątrz konkretnych grup). Dotyczy to wszystkich kategorii wód powierzchniowych – cieków, jezior, wód przejściowych i przybrzeżnych.